# Jean Maleb
Jean Maleb (Vanuatu, 7 de julio de 1986) es un exfutbolista de Vanuatu que jugaba en la posición de delantero centro.

## Carrera

### Club
| Periodo   | Club             |
| --------- | ---------------- |
| 2003–2004 | Shepherds United |
| 2004-2006 | Southern United  |
| 2007–2011 | Yatel FC         |

### Selección nacional
Jugó para Vanuatu en 11 ocasiones de 2004 a 2007 y anotó cinco goles; participó en dos ediciones de la Copa de las Naciones de la OFC.